# Marcos Aurélio Fernandes da Silva
Marcos Aurélio Fernandes da Silva (* 23. September 1977 in Franca) ist ein ehemaliger brasilianischer Fußballspieler.

## Karriere
Marcos Aurélio begann seine Karriere bei Mirassol FC und spielte unter anderem auch bei Botafogo FC (SP), Náutico Capibaribe und Joinville EC. 1998 wurde er mit Botafogo FC Vizemeister der zweiten Liga und stieg in die erste Liga auf. 2002 wechselte er zum Erstligisten SE Palmeiras. Am Ende der Saison 2002 stieg der Verein in die zweiten Liga ab. 2003 wechselte er zu AD São Caetano. Marcos Aurélio spielte später etliche Vereine, dabei so namhafte wie Cruzeiro EC, Fluminense FC, Portuguesa und EC Vitória. 2007 wurde er mit Portuguesa Tabellendritter der zweiten Liga und stieg in die erste Liga auf.

## Erfolge
São Caetano
- Staatsmeisterschaft von São Paulo: 2004